# Buster hat nichts zu lachen
Buster hat nichts zu lachen ist eine US-amerikanische Filmkomödie aus dem Jahr 1931 mit Buster Keaton und Anita Page in den Hauptrollen. Der Film wurde von Metro-Goldwyn-Mayer produziert und zählt zu den Pre-Code-Filmen, die in der Zeit vor dem Hays Code, den Zensur- und Produktionsrichtlinien für US-Filme, produziert wurden.

## Handlung
Der Millionär Homer Harmon schickt seinen Angestellten Poggle los, Mieten in seinen Häusern an der New Yorker East Side zu kassieren. Poggle wird von einer Bande Straßenkinder angegangen und in die Flucht geschlagen. Homer glaubt, den Job besser erledigen zu können und begleitet Poggle zur East Side, um ihm zu zeigen, wie man mit solchen Leuten umgeht. Kaum ist er mit seinem Auto angekommen, kommt es zu einem Handgemenge mit den Kindern. Homer packt sich einen der Rabauken, den jungen Clipper. Dessen ältere Schwester Margie kommt ihm jedoch zu Hilfe. Homer verliebt sich augenblicklich in Margie.
Homer will eines seiner Häuser zu einer Schule für die Straßenkinder umbauen. Der Anführer der Straßengang Butch und auch Clipper, der von Butch zu Straftaten angestiftet wird, wollen mit der Schule nichts zu tun haben. Clipper droht jedem Jungen, der die Schule besuchen will, Schläge an, während seine Schwester die Kinder vom Schulbesuch zu überzeugen versucht. Homer ist von Margies Einsatz begeistert und küsst sie voller Dankbarkeit. Um die Jungen zu unterhalten, schlägt Margie einen Boxkampf zwischen Homer und Poggle vor, die jedoch beide unerfahren im Boxen sind. Stattdessen soll ein Kampf zwischen Homer und dem Bezirksmeister Mulvaney stattfinden. Homer bezahlt Mulvaney, damit der ihn gewinnen lässt. Butch überbietet Homers Angebot, so dass Mulvaney den Millionär ausknockt.
Als Clipper nach einem Überfall, den er für Butch durchgeführt hat, nach Hause kommt, wird er von Margie und Homer überrascht, die eine Geburtstagsfeier vorbereitet haben. Clipper zeigt seine Verachtung, stiehlt Homers Taschenuhr und verlässt die Wohnung. Kurz darauf erscheint ein Polizist bei Margie und Homer, der Clipper dabei erwischt hat, als er die Uhr in einem Pfandhaus beleihen wollte. Um Clipper vor einer Verhaftung zu schützen, sagt Homer aus, dass er die Uhr dem Jungen geschenkt hat. Homer will Margie einen Antrag machen, hat aber Probleme, die richtigen Worte zu finden. Er fragt Poggle um Rat, der ihm vorschlägt, seinen Antrag auf einen Phonographen zu sprechen und ihn dann Margie vorzuspielen. Homer spricht Strophen bekannter Liebeslieder ein und spielt Margie das Ergebnis später vor. Sie willigt in den Antrag ein, wenn Homer es schaffe, Clipper von der Straßengang fernzuhalten.
Butch plant, Homer umzubringen. Dazu soll Clipper echte Munition in eine Waffe laden, die bei einer Theatervorführung in der Schule benutzt werden soll. Bei dem Stück soll Clipper mit der Waffe auf Homer schießen. Während der Aufführung bekommt Clipper Skrupel und kann nicht abdrücken. Butch zwingt Clipper, sich als Blondine zu verkleiden und so zu Homer zu gehen und ihn zu töten. Die Verkleidung hat jedoch Homer angelegt, der nun mit Clipper verwechselt und zu sich nach Hause gebracht wird. Clipper erzählt in der Schule Margie von dem Plan. Sie, Clipper und einiger der Schüler eilen zu Homers Haus und retten ihn vor Butch. Clipper sagt sich von der Gang los, nun kann Homer Margie heiraten.

## Produktion

### Hintergrund
Gedreht wurde der Film von Mitte Mai bis Mitte Juni 1931 in den MGM-Studios in Culver City.
Der Film kostete 276.000 Dollar (2023: ca. 5,5 Millionen Dollar). Anstelle von Edward Sedgwick, der Regisseur einiger vorheriger Keaton-Filme, wurden Zion Myers und Jules White engagiert, die durch Kurzfilm-Komödien bekannt waren. Keaton mochte den Film nicht. Von ihm ist folgendes Zitat überliefert: „Schon bevor die Kamera für die erste Szene aufgebaut wurde, wusste ich, dass es praktisch unmöglich war, einen guten Film zu machen.“

### Stab
Cedric Gibbons oblag die künstlerische Leitung. Verantwortlicher Toningenieur war Douglas Shearer.

### Besetzung
In kleinen nicht im Abspann erwähnten Nebenrollen traten Jerry Tucker in seinem Filmdebüt, Dorothy Vernon und Harry Wilson auf.

## Veröffentlichung
Die Premiere des Films fand am 26. September 1931 statt. Im Deutschen Reich kam er am 16. Mai 1933 in die Kinos. In der Bundesrepublik Deutschland wurde er am 23. Oktober 2020 auf DVD veröffentlicht.

## Kritiken
Der Filmkritiken-Aggregator Rotten Tomatoes hat in einer Auswertung von über 100 User-Kritiken ein Publikumsergebnis von 31 Prozent positiver Bewertungen ermittelt.
Das Lexikon des internationalen Films schrieb: „Buster Keatons erster Tonfilm für das Studio MGM konfrontiert den Stummfilm-Komiker mit einer undankbaren Sprechrolle, schwachem Humor und viel Sentimentalität. Nur in Ansätzen darf Keatons Genie aufblitzen.“
Der Kritiker der Variety schrieb, das bisschen Komödie, die dem Film beigefügt wurde, sei nur durch Keaton lustig.
Der Kritiker des TV Guide sah eine allzu simple Komödie, durch die sich Keaton erfolglos durchwurstele.